# Obion megye
Obion megye az Amerikai Egyesült Államokban, azon belül Tennessee államban található. Megyeszékhelye és legnagyobb városa Union City. Lakosainak száma 30 787 fő (2020. április 1.). Obion megye Fulton, Weakley, Gibson, Dyer, Lake és Hickman megyékkel határos.

## Népesség
A megye népességének változása:
| Lakosok száma | 31 818 | 31 719 | 31 373 | 31 131 | 30 639 | 30 787 |
|               | 2010   | 2011   | 2012   | 2013   | 2015   | 2020   |